# Lestes viridulus
Lestes viridulus är en trollsländeart som beskrevs av Jules Pièrre Rambur 1842. Lestes viridulus ingår i släktet Lestes och familjen glansflicksländor. IUCN kategoriserar arten globalt som livskraftig. Inga underarter finns listade i Catalogue of Life.

## Bildgalleri

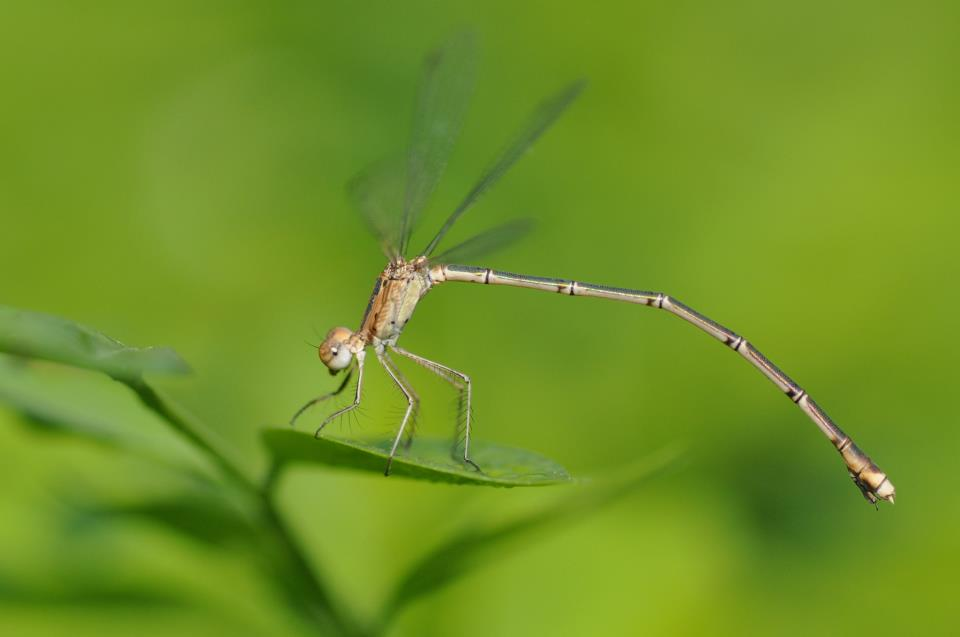